# Isla de la Inhaca
La isla de la Inhaca (en portugués: Ilha da Inhaca) es una isla subtropical de Mozambique, ubicada al norte de la península de Machangulo. Forma parte de la costa este de la bahía de Maputo. Se encuentra a 32 kilómetros al este de Maputo, la capital y principal puerto comercial del país. La isla forma parte del distrito municipal de KaNyaka.

## Historia
La posesión de la isla fue disputada por holandeses, portugueses e ingleses a lo largo del siglo XVIII, en el marco de la competencia entre potencias europeas para expandir sus colonias de ultramar. La isla formó parte de la colonia portuguesa de Mozambique hasta el año 1975.
La región fue escenario de acciones bélicas durante la Segunda Guerra Mundial. El 4 de noviembre de 1942, el submarino alemán U-178 hundió el buque de carga noruego Hai Hing, cuando este se dirigía al puerto de Maputo.
Durante la Guerra Civil Mozambiqueña más de 10 000 refugiados llegaron a la isla, huyendo de los combates en el continente.

## Geografía

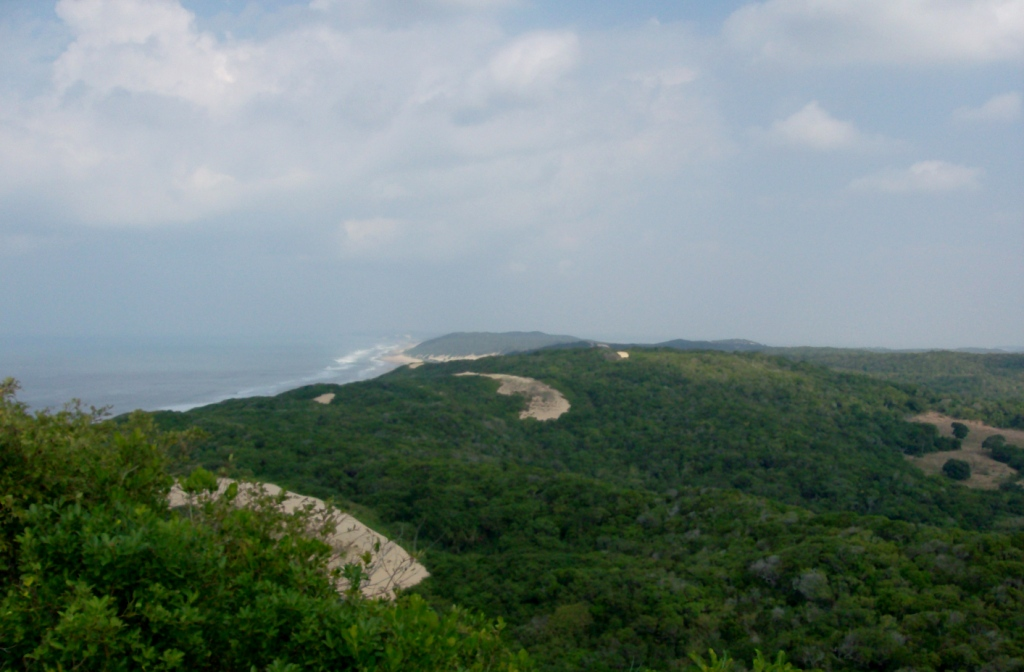
Vista desde el monte Inhaca.

La isla, de 42 kilómetros cuadrados, es una continuación geológica de la península de Machangulo, y se encuentra separada de esta por el canal de Santa María, de 500 metros de ancho.
Es una isla sedimentaria, formada por una conjunción de arrecifes de coral, arenas y material sedimentario. La costa oriental, sobre el océano Índico, está formada por una playa que se extiende desde el punto más austral de la isla, en punta Torres, situado frente a la península de Machangulo, hasta el extremo septentrional, en el cabo Inhaca. La playa está integrada a un sistema de dunas que se ven modificadas por los persistentes vientos alisios, las mareas y los ciclones.
La costa occidental, protegida de las corrientes oceánicas, está formada por playas de arena fina, con arrecifes de coral y bancos de arena. Al noroeste, estos bancos de arena se extienden hasta la pequeña isla de los Portugueses. La zona intermareal, se extiende hacia el interior de la bahía. Son frecuentes las formaciones de pozas de marea.
El monte Inhaca es el punto más alto de la isla, con 107 metros.

## Economía
Las principales actividades económica de la isla giran en torno a la pesca (que emplea al 70% de la población activa) y al turismo, principalmente en verano. Son relevantes, también, en la economías familiares, los aportes de miembros del grupo familiar que realizan trabajos temporarios en otras partes de Mozambique o en Sudáfrica.
En 1997 la isla tenía una población total de 4972 habitantes, con 2566 mujeres y 2106 hombres.{{Refn|1=Conforme datos oficiales del censo de 1997 citados en referencia
La administración de la isla está dividida en 3 barrios:
- Ribjene, al oeste, donde se encuentra el aeropuerto y se concentra la mayor cantidad de población.
- Inquane, al este, es el sector más extenso.
- Nhaquene, al sudoeste, donde se encuentra la Estación de Biología Marina.

### Transporte
La isla está conectada con la capital de Mozambique, a través de un servicio de ferry que realiza el trayecto en 3 horas. También existe una conexión aérea desde el aeropuerto de Inhaca hasta el aeropuerto Internacional de Maputo. El vuelo insume 15 minutos.

## Infraestructura

### Estación científica
Entre 1948 y 1951, el gobierno portugués construyó una Estación de Biología Marina, para realizar investigaciones científicas en el peculiar ecosistema de la zona. Cuando Mozambique obtuvo su independencia, la estación científica pasó a depender de la Universidad Eduardo Mondlane.
El museo Marítimo es promocionado como un sitio de interés turístico.

### Faro
El faro de Inhaca fue construido en la cima del monte homónimo, para guiar a los navegantes durante la travesía por la bahía, ruta obligada para acceder al puerto de Maputo.